# 解广润
解广润（1929年12月—），男，安徽阜阳人，中国高电压工程专家，曾任武汉水利电力学院教授、博士生导师。

## 家庭
妻子陈慈萱。